# Il rustico
Il rustico è un film cortometraggio statunitense del 1919, diretto ed interpretato da Roscoe Arbuckle, con Buster Keaton. Il titolo originale è The Hayseed:  il termine hayseed, che in inglese corrente significa “seme d’erba”, nello slang americano designa una persona rustica.

## Trama
Il postino è generalmente celere e puntuale nelle proprie consegne, si attarda solo quando deve consegnare della posta alla ragazza, la sua fidanzata. Egli ha un rivale, lo sceriffo del paese, che pure corteggia la ragazza. Un giorno lo sceriffo ruba una grossa somma di denaro alle poste, e con essa compra un anello con diamante alla ragazza, ma il finto anello di bigiotteria che il postino le regala riesce più gradito.
Vengono organizzati intrattenimenti e danze al negozio: il commesso si produce in un numero di magia, il postino canta. Ma ha la voce rauca, quindi mangia diversi cipollotti per lenire il mal di gola. Tutti, compreso il cane, rifuggono dal suo alito cattivo.
Mentre lo sceriffo viene messo in fuga dal cane, alla ragazza non resta che mangiare a sua volta dei cipollotti, per potere baciare il postino.